# Mycoplasma wenyonii
Mycoplasma wenyonii è una specie di batterio appartenente alla famiglia delle Mycoplasmataceae.